# Friedrich VII. (Dänemark)

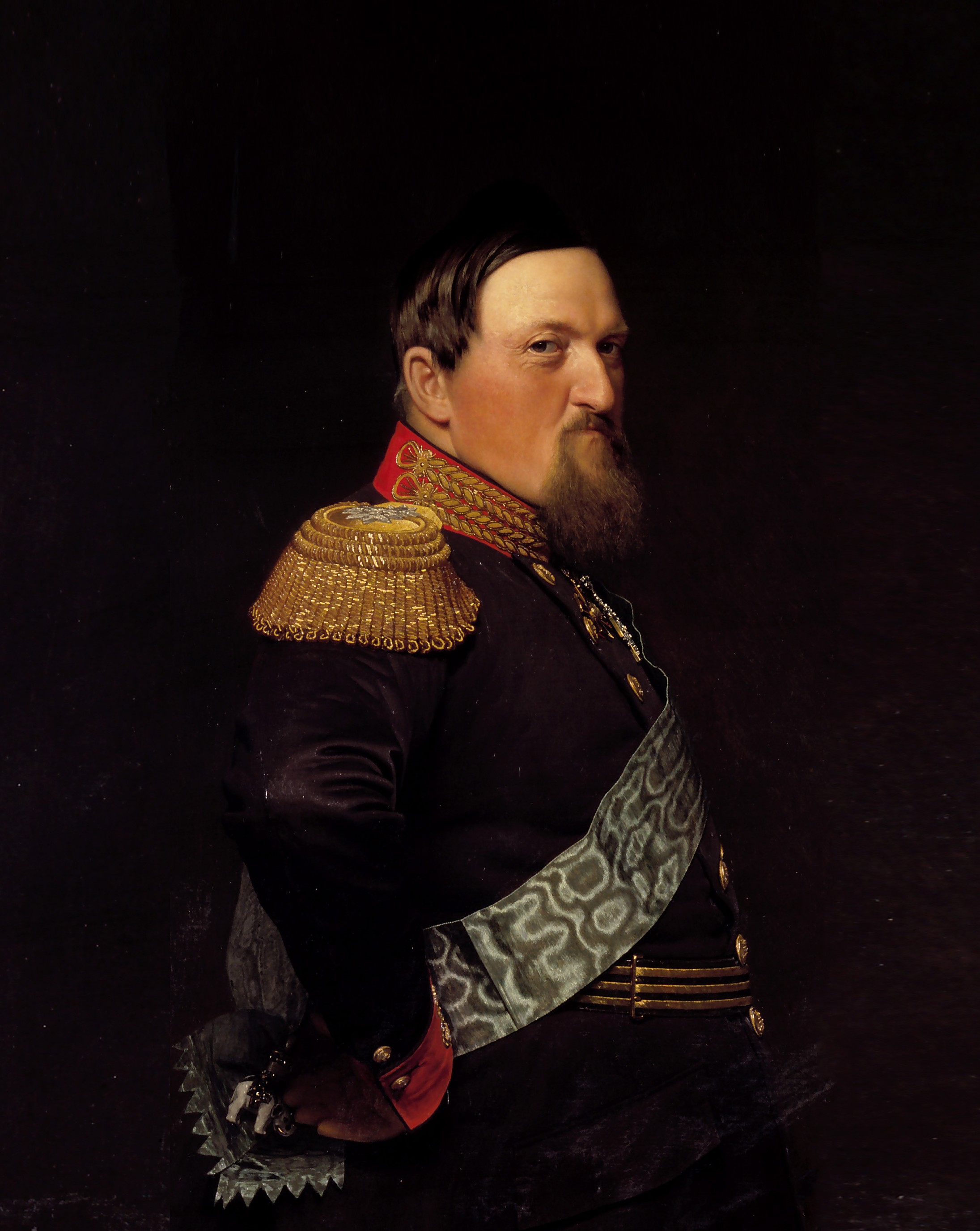
König Friedrich VII. von Dänemark, Bildnis von Johan Vilhelm Gertner, 1861

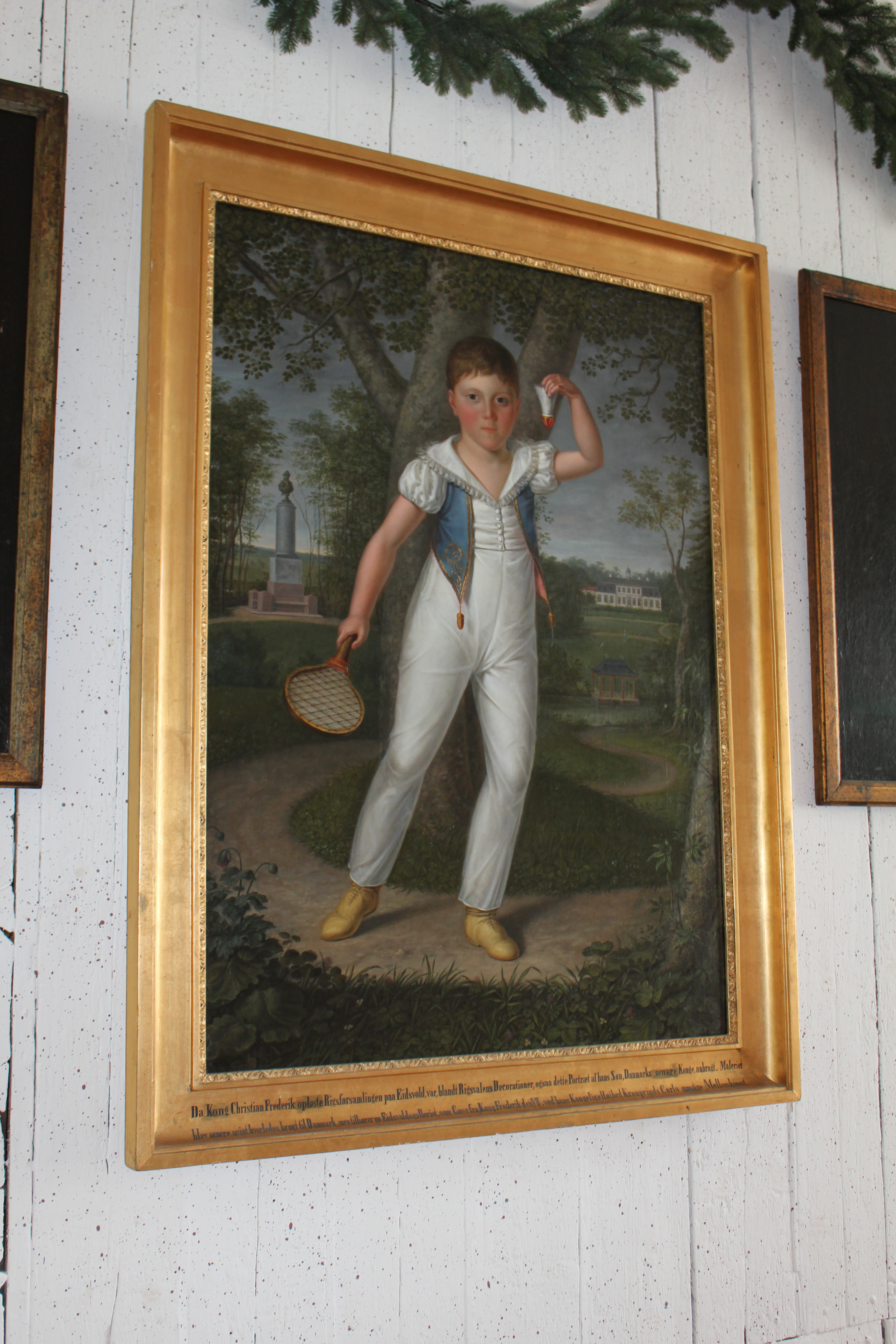
Friedrich als Kind von Jacob Munch (1813)

Friedrich VII. von Dänemark, Ausschnitt aus einem Bildnis von Frederik Ludvig Storch, 1855, Schwedisches Nationalmuseum

Friedrich VII. Karl Christian (dänisch Frederik 7., Frederik Carl Christian; * 6. Oktober 1808 auf Schloss Amalienborg in Kopenhagen; † 15. November 1863 auf Schloss Glücksburg) war von 1848 bis zu seinem Tod König von Dänemark und Herzog von Holstein.

## Leben und Wirken

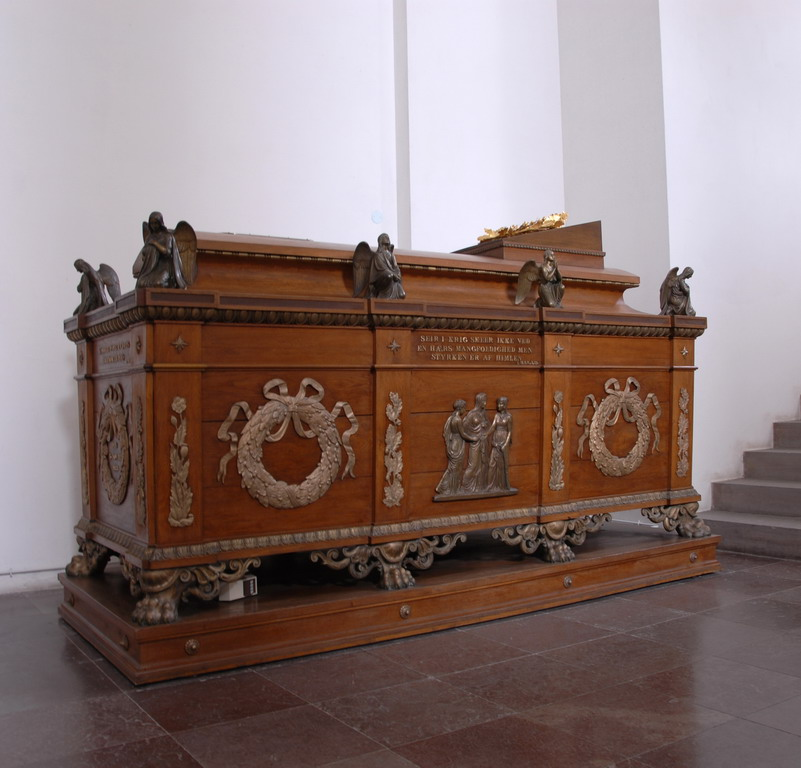
Grabmal im Dom zu Roskilde

### Familie und Jugend
Friedrich VII. Karl Christian war der zweite und einzige überlebende Sohn (sein älterer Bruder starb am Tag seiner Geburt) des damaligen Erbprinzen Christian Friedrich, des späteren Königs Christian VIII. von Dänemark, und dessen erster Gemahlin Prinzessin Charlotte Friederike zu Mecklenburg, der jüngsten Tochter des Herzogs Friedrich Franz I. zu Mecklenburg. Die Ehe seiner Eltern wurde 1810 geschieden nach einer Affäre seiner Mutter mit ihrem Gesanglehrer, dem Hofmusiker Jean Baptiste Édouard Du Puy. Friedrich sah seine Mutter nie wieder. 1815 heiratete sein Vater Caroline Amalie von Schleswig-Holstein-Sonderburg-Augustenburg, mit der er keine weiteren Kinder hatte. Als Nachfolger seines Cousins Friedrich VI. war Christian Friedrich wenig in die Politik eingebunden und widmete sich zusammen mit seiner zweiten Frau der Wissenschaft und der Kunst. Während der Reisen seines Vaters blieb Friedrich in Kopenhagen und wurde durch von seinem Onkel ausgewählte Lehrer ausgebildet. Von 1826 bis 1828 unternahm er eine Bildungsreise durch Europa, bei der er auch die Ausgrabungen von Pompeji und Herculaneum besuchte.
Mit 17 Jahren wurde Friedrich von seinem Onkel Friedrich VI. mit dessen jüngsten Tochter Wilhelmine von Dänemark verlobt. Die Hochzeit des gleichaltrigen Brautpaares, mit dem die beiden Linien des Königshauses vereint werden sollten, fand am 1. November 1828 in der Schlosskirche von Christiansborg in Kopenhagen statt. Die Ehe war unglücklich und blieb kinderlos. Nach sechs Jahren trennten Friedrich und Wilhelmine sich. Friedrich wurde von seinem Schwiegervater nach Schloss Jægerspris verbannt und kurz darauf auf eine Reise nach Island geschickt. Die Ehe wurde am 4. September 1837 geschieden.
Als Mitglied und ab 1841 Leiter der Königlichen und Nordischen Altertumsgesellschaft konnte er seinem Interesse für Archäologie nachgehen und ließ ab 1834 prähistorische Grabhügel um Jægerspris ausgraben. Mit den Fundstücken legte er den Grundstock für seine private Sammlung.

### Kronprinz
1839 wurde sein Vater als Christian VIII. König von Dänemark. Da Kronprinz Friedrich zu diesem Zeitpunkt bereits das erste Mal geschieden war und keine Nachkommen hatte, war bereits seine Regentschaft durch die Frage der Thronfolge bestimmt. Aufgrund des unterschiedlichen Erbrechts im dänischen Lehen Schleswig und dem zum Deutschen Bund gehörenden Herzogtum Holstein war ein Konflikt vorprogrammiert.
Als Kronprinz wurde Friedrich von seinem Vater zum Gouverneur von Fünen ernannt. Auf Drängen seines Vaters schloss er am 10. Juni 1841 eine zweite Ehe mit Caroline Marianne zu Mecklenburg-Strelitz. Auch diese Ehe blieb kinderlos und wurde nicht glücklich. Nicht lange nach der Eheschließung lernte Friedrich die Tänzerin Louise Christine Rasmussen kennen, die seine Geliebte und 1850 als Gräfin Danner auch morganatische Ehefrau wurde. 1845 schenkte er ihr Schloss Jægerspris. Caroline Marianne dagegen verließ 1844 Dänemark und ließ sich trotz mehrerer Besuche Friedrichs in Strelitz nicht zur Rückkehr bewegen. 1846 wurde auch diese Ehe geschieden. Die Erbfrage wurde damit noch dringender.

### König

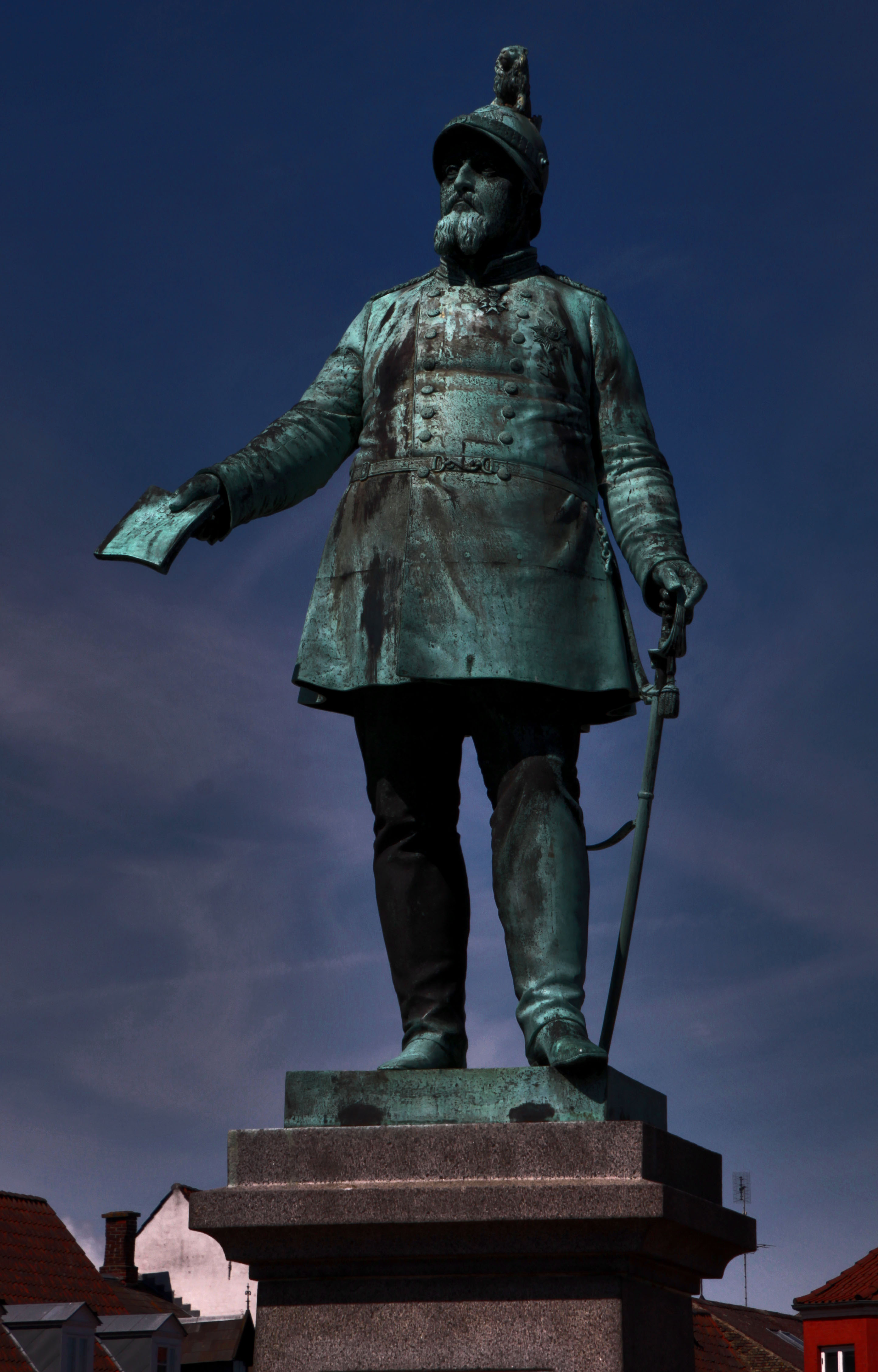
Denkmal auf dem Køge Torv (1869), errichtet zum 20. Jahrestag der Juniverfassung

Am 20. Januar 1848 trat Friedrich die Nachfolge seines Vaters an. Als König folgte er bald dem Wunsch der Liberalen, eine Gesamtstaatsverfassung für die ganze Monarchie mit Einschluss der Herzogtümer  ausarbeiten zu lassen. Die politische Unruhe wurde durch die Februarrevolution in Paris verstärkt. Da sich die nationalen Beziehungen zwischen den deutschen und den dänischen Einwohnern des Gesamtstaates verschärften und namentlich die Stellung des Herzogtums Schleswig zwischen den liberalen Gruppierungen beider Nationen umstritten war, eskalierte der Konflikt im März 1848 in der Märzrevolution, worauf der dreijährige Bürgerkrieg ausbrach, der in Schleswig-Holstein Erhebung, in Dänemark Aufruhr genannt wurde. Der Krieg konnte bei einigen Unterbrechungen erst Ende 1850 beendet werden.
Nach einer internationalen Übereinkunft, die im Londoner Protokoll vom 8. Mai 1852 festgehalten wurde, wurde Prinz Christian von Glücksburg endgültig zum Thronfolger in der ganzen Monarchie ernannt. Herzog Christian August von Augustenburg aus der ältesten Nebenlinie des Königshauses war zwar nach deutschem Erbrecht bevorteilt, wurde aber wegen seiner Rolle bei der Eskalation des Konflikts des Landes verwiesen und musste seine Güter verkaufen und auf seine Thronansprüche verzichten. In dem Protokoll verpflichtete sich Friedrich für Dänemark außerdem, Schleswig nicht einzuverleiben und auch „nichts Dahinzielendes zu unternehmen“.
Während die Revolution in den Herzogtümern einstweilen scheiterte, war sie im Königreich selbst erfolgreich: Das Staatsgrundgesetz vom 5. Juni 1849 stellte die dänische Verfassung auf entschieden demokratische Grundlagen und ist bis heute die Grundlage des dänischen Grundgesetzes. Persönlich kümmerte sich Friedrich wenig um die Politik und überließ als konstitutioneller König die Staatsleitung ganz den neuen nach dem Ministerialsystem organisierten Regierungen, in denen sich an der Eiderpolitik ausgerichtete Nationalliberale und konservative Gesamtstaatspolitiker die Waage hielten. Obwohl gerade seine Passivität den Systemumschwung möglich machte, wurde er seither als „Geber des Grundgesetzes“ in Dänemark verehrt, und sein Denkmal steht bis heute auf dem Vorplatz des dänischen Parlamentsgebäudes, dem Schloss Christiansborg.
Mit dem Londoner Protokoll von 1852, das den Ersten Schleswigschen Krieg rechtlich abschloss, stand in den 1850ern erneut eine Verfassungsdebatte an. Fraglich war, wie die Herzogtümer Schleswig, Holstein und Lauenburg verfassungsrechtlich eingebunden werden sollten. Schleswig selbst war ein Lehen Dänemarks, während Holstein und Lauenburg Mitglieder des Deutschen Bundes waren, wobei alle drei Herzogtümer in Personalunion mit dem dänischen König standen. Das Londoner Protokoll hielt am Gesamtstaat fest, schrieb jedoch auch vor, Schleswig nicht stärker an Dänemark zu binden als Holstein. Somit kam eine mögliche Ausweitung des dänischen Grundgesetzes auf das dänische Lehensgebiet Schleswig nicht in Frage. Stattdessen unterschrieb Friedrich VII. im Oktober 1855 eine Gesamtstaatsverfassung, die für die gesamte Monarchie Gültigkeit haben sollte. Das Grundgesetz wirkte in Dänemark weiter, wurde so jedoch auf Ebene des Gesamtstaates um die Gesamtstaatsverfassung ergänzt. Bereits 1854 hatte Friedrich zwei separate Verfassungen für Schleswig und Holstein sowie eine kurzfristige Verfassung für den Gesamtstaat verkünden lassen. Problematisch erschien jedoch, dass mit der neuen Gesamtstaatsverfassung die bisher in den Herzogtümern herrschende paternalistische Monarchie mit nach Zensuswahlrecht gewählten Ständeversammlungen bestätigt wurde (was real die deutsche Oberschicht begünstigte) und es somit (anders als durch das Grundgesetz im eigentlichen Dänemark) keinen Zugewinn an demokratischen Rechten gab. Innerhalb des dänischen Gesamtstaates bestanden somit ein parlamentarisch und ein paternalistisch ausgerichtetes Modell nebeneinander. Auch stieß die Gesamtstaatsverfassung auf deutscher Seite auf Ablehnung, da die Holsteinische Ständeversammlung bei ihrem Zustandekommen nicht eingebunden gewesen war. Der Deutsche Bund erklärte die Gesamtstaatsverfassung für Holstein und Lauenburg 1858 für ungültig, sodass die Gesamtstaatsverfassung faktisch nur noch in Teilen des Gesamtstaates Gültigkeit besaß, was auf Dauer nicht haltbar war.
Nachdem im September 1861 Orla Lehmann von den dänischen Nationalliberalen neuer Innenminister wurde, gelangte die Regierungsarbeit wieder stärker unter den Einfluss der Eiderpolitik. Dies drückte sich nicht zuletzt in der Ausarbeitung der sogenannten Novemberverfassung vom November 1863 aus. Diese sollte nur noch für Dänemark und Schleswig Gültigkeit haben und stand damit in Widerspruch zum Londoner Protokoll von 1852 über das Verhältnis der Herzogtümer innerhalb des Gesamtstaates. Ministerpräsident Carl Christian Hall, ein Verfechter der Trennung der Elbherzogtümer und der völligen Einverleibung Schleswigs in den dänischen Staat, betonte zwar, dass noch eine entsprechende Ordnung für Holsteins Verhältnis innerhalb des dänischen Gesamtstaates ausgearbeitet werden sollte. Der Deutsche Bund erklärte am 1. Oktober 1863 die Novemberverfassung für ungültig und beschloss eine Bundesexekution gegen Holstein und Lauenburg. Dennoch wurde die neue Novemberverfassung am 13. November 1863 vom dänischen Parlament im Vertrauen auf britische und schwedische Unterstützung angenommen und somit die ersten beiden Schritte gesetzt auf dem Weg zum Deutsch-Dänischen Krieg.
Friedrich VII. verstarb unerwartet am 15. November 1863 auf dem schleswigschen Schloss Glücksburg, auf dem er einen Teil der Herbstmonate zu verbringen pflegte. Mit ihm erlosch die ältere Linie des Hauses Oldenburg und es folgte ihm in Dänemark der Prinz Christian von Glücksburg als König Christian IX.

## Archäologie
Friedrichs liebste Beschäftigung war die Erforschung der vaterländischen Altertümer, der er uneingeschränkt nachging und dabei an der Ausgrabung von Megalithanlagen wie der Dæmpegårdsdyssen und den Rokkestenen beteiligt war. Er war Vorsitzender der Königlichen und Nordischen Altertumsgesellschaft zu Kopenhagen. Für Jens Jacob Asmussen Worsaae schuf der den Posten eines Inspekteurs für Altertümer und machte ihn zum Leiter seiner privaten Sammlungen. In den Schriften dieser Gesellschaft veröffentlichte er auch wiederholt Abhandlungen, von denen eine, Über den Bau der Riesenbetten der Vorzeit, 1857 in besonderem Abdruck erschienen ist.
Der größte Teil seiner Sammlungen ging 1859 durch einen Brand in seinem Lieblingsschloss, Frederiksborg auf Seeland, verloren. Was übrigblieb, kam nach seinem Tod in das Museum nordischer Altertümer zu Kopenhagen.

## Reform der Freimaurerei in Dänemark
Friedrich VII. wurde 1827 auf einer Reise nach Genf in die Freimaurerei aufgenommen. 1839 wurde er in Anwesenheit seines Vaters Christian VIII. in die dänische Freimaurerloge Maria zu den drei Herzen in Odense affiliiert.
1855 reformierte er die Freimaurerei in Dänemark, das bis dahin geltende rektifizierte System wurde durch das schwedische System ersetzt. 1858 wurde unter seiner Leitung die Große Landesloge von Dänemark, „Den Danske Store Landsloge“ (heute „Den Danske Frimurerorden“), eingesetzt. Am 11. April 1853 wurde er Ritter des schwedischen Ordens Karls XIII., der Freimaurern vorbehalten ist.

## Vorfahren
|  |                                                          |  |  |  |  |  |  |  |  |  |  |  |  |
|  | König Friedrich V. von Dänemark (1723–1766)              |  |  |  |  |  |  |  |  |  |  |  |  |
|  |                                                          |  |  |  |  |  |  |  |  |  |  |  |  |
|  |                                                          |  |  |  |  |  |  |  |  |  |  |  |  |
|  | Friedrich Erbprinz von Dänemark (1753–1805)              |  |  |  |  |  |  |  |  |  |  |  |  |
|  |                                                          |  |  |  |  |  |  |  |  |  |  |  |  |
|  |                                                          |  |  |  |  |  |  |  |  |  |  |  |  |
|  | Juliane von Braunschweig-Wolfenbüttel (1729–1796)        |  |  |  |  |  |  |  |  |  |  |  |  |
|  |                                                          |  |  |  |  |  |  |  |  |  |  |  |  |
|  |                                                          |  |  |  |  |  |  |  |  |  |  |  |  |
|  | König Christian VIII. Von Dänemark (1786–1848)           |  |  |  |  |  |  |  |  |  |  |  |  |
|  |                                                          |  |  |  |  |  |  |  |  |  |  |  |  |
|  |                                                          |  |  |  |  |  |  |  |  |  |  |  |  |
|  | Ludwig zu Mecklenburg (1725–1778)                        |  |  |  |  |  |  |  |  |  |  |  |  |
|  |                                                          |  |  |  |  |  |  |  |  |  |  |  |  |
|  |                                                          |  |  |  |  |  |  |  |  |  |  |  |  |
|  | Sophie Friederike von Mecklenburg (1758–1794)            |  |  |  |  |  |  |  |  |  |  |  |  |
|  |                                                          |  |  |  |  |  |  |  |  |  |  |  |  |
|  |                                                          |  |  |  |  |  |  |  |  |  |  |  |  |
|  | Charlotte Sophie von Sachsen-Coburg-Saalfeld (1731–1810) |  |  |  |  |  |  |  |  |  |  |  |  |
|  |                                                          |  |  |  |  |  |  |  |  |  |  |  |  |
|  |                                                          |  |  |  |  |  |  |  |  |  |  |  |  |
|  | Friedrich VII. König von Dänemark                        |  |  |  |  |  |  |  |  |  |  |  |  |
|  |                                                          |  |  |  |  |  |  |  |  |  |  |  |  |
|  |                                                          |  |  |  |  |  |  |  |  |  |  |  |  |
|  | Ludwig zu Mecklenburg (1725–1778)                        |  |  |  |  |  |  |  |  |  |  |  |  |
|  |                                                          |  |  |  |  |  |  |  |  |  |  |  |  |
|  |                                                          |  |  |  |  |  |  |  |  |  |  |  |  |
|  | Herzog Friedrich Franz I. von Mecklenburg (1756–1837)    |  |  |  |  |  |  |  |  |  |  |  |  |
|  |                                                          |  |  |  |  |  |  |  |  |  |  |  |  |
|  |                                                          |  |  |  |  |  |  |  |  |  |  |  |  |
|  | Charlotte Sophie von Sachsen-Coburg-Saalfeld (1731–1810) |  |  |  |  |  |  |  |  |  |  |  |  |
|  |                                                          |  |  |  |  |  |  |  |  |  |  |  |  |
|  |                                                          |  |  |  |  |  |  |  |  |  |  |  |  |
|  | Charlotte Friederike zu Mecklenburg (1784–1840)          |  |  |  |  |  |  |  |  |  |  |  |  |
|  |                                                          |  |  |  |  |  |  |  |  |  |  |  |  |
|  |                                                          |  |  |  |  |  |  |  |  |  |  |  |  |
|  | Johann August von Sachsen-Gotha-Altenburg (1704–1767)    |  |  |  |  |  |  |  |  |  |  |  |  |
|  |                                                          |  |  |  |  |  |  |  |  |  |  |  |  |
|  |                                                          |  |  |  |  |  |  |  |  |  |  |  |  |
|  | Luise von Sachsen-Gotha-Altenburg (1756–1808)            |  |  |  |  |  |  |  |  |  |  |  |  |
|  |                                                          |  |  |  |  |  |  |  |  |  |  |  |  |
|  |                                                          |  |  |  |  |  |  |  |  |  |  |  |  |
|  | Luise Reuß zu Schleiz (1726–1773)                        |  |  |  |  |  |  |  |  |  |  |  |  |
|  |                                                          |  |  |  |  |  |  |  |  |  |  |  |  |
|  |                                                          |  |  |  |  |  |  |  |  |  |  |  |  |

Aufgrund innerfamiliärer Heiraten sind Ludwig zu Mecklenburg und seine Frau Charlotte gleich zwei Mal in Friedrichs Ahnenreihe als Urgroßeltern vertreten.

## Ehen
König Friedrich VII. war dreimal verheiratet:
- 1828 ⚭ Prinzessin Wilhelmine von Dänemark, seine Cousine 2. Grades. Die Eheleute trennten sich 1834, 1837 wurde die Ehe geschieden.
- 1841 ⚭ Prinzessin Caroline Marianne von Mecklenburg-Strelitz. Die Ehe wurde 1846 geschieden.
- 1850 ⚭ (morganatisch) Louise Rasmussen. Die frühere Balletttänzerin und Geliebte des Verlegers Carl Berling, eines Freundes des Königs, wurde anlässlich der Eheschließung zur Lehnsgräfin Danner erhoben. Die Trauung nahm der Bischof von Kopenhagen Jacob Peter Mynster vor.

Alle Ehen blieben kinderlos.

## Einzelbelege
1. ↑  Reiners, Ludwig: Bismarck gründet das Reich. München: C.H. Beck, 1957, ISBN 3-423-01574-8, S. 5.
2. ↑  Helmert, Heinz/Usczeck, Hansjürgen: Preußischdeutsche Kriege von 1864 bis 1871. Militärischer Verlauf, Berlin: Militärverlag der DDR, 1988. ISBN 978-3327002223, S. 45.
3. ↑  Anton Frans Karl Anjou: Riddare af Konung Carl XIII:s orden 1811-1900. Biografiska anteckningar. Eskjö 1900, S. 175.

| Vorgänger       | Amt                          | Nachfolger    |
| --------------- | ---------------------------- | ------------- |
| Christian VIII. | König von Dänemark 1848–1863 | Christian IX. |

| Personendaten    | Personendaten                                                       |
| ---------------- | ------------------------------------------------------------------- |
| NAME             | Friedrich VII.                                                      |
| ALTERNATIVNAMEN  | Friedrich VII. Karl Christian; Frederik Carl Christian; Frederik 7. |
| KURZBESCHREIBUNG | König von Dänemark (1848–1863)                                      |
| GEBURTSDATUM     | 6. Oktober 1808                                                     |
| GEBURTSORT       | Kopenhagen                                                          |
| STERBEDATUM      | 15. November 1863                                                   |
| STERBEORT        | Schloss Glücksburg                                                  |